# Stanley (automerk)

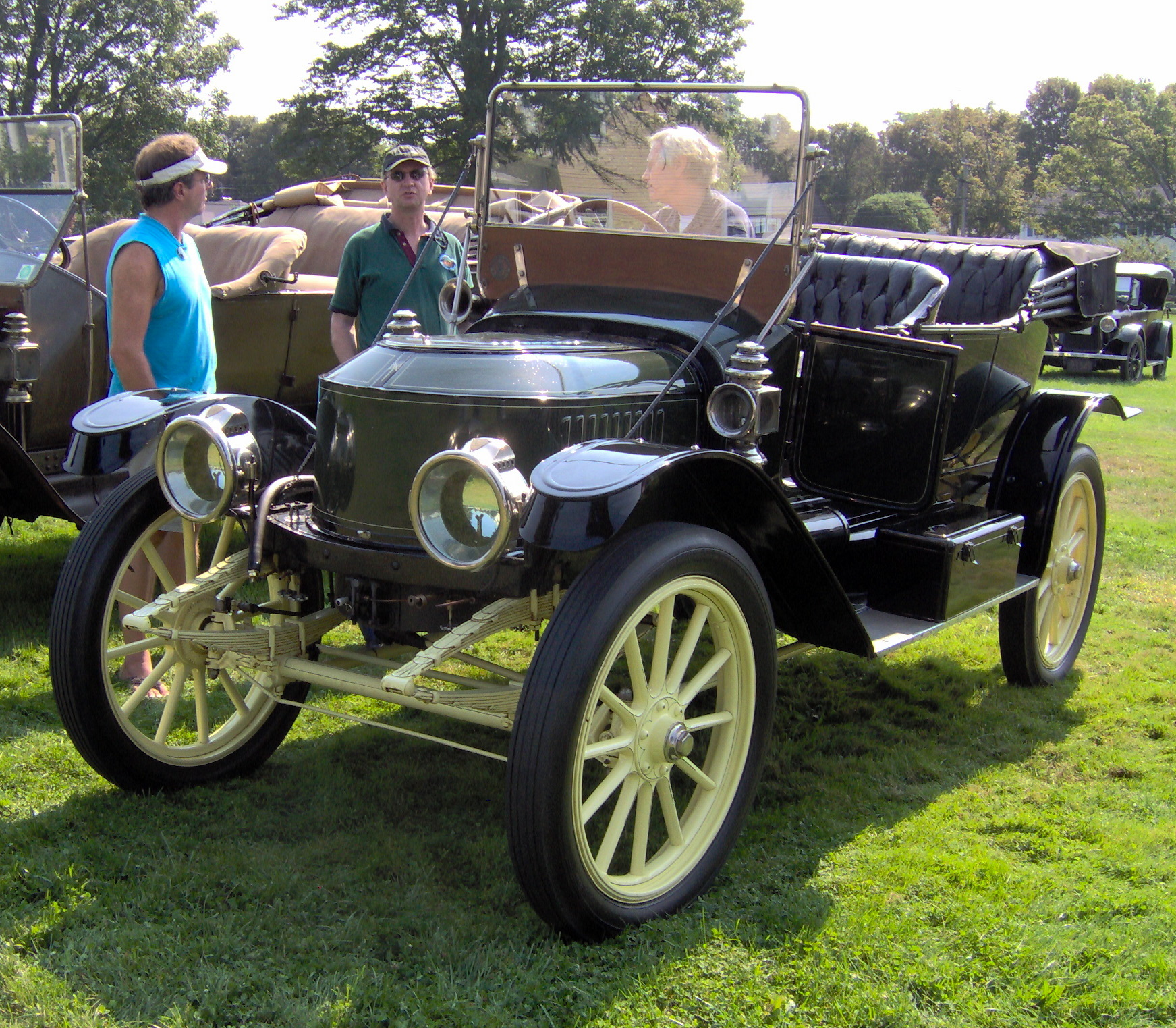
Stanley Steamer uit 1912

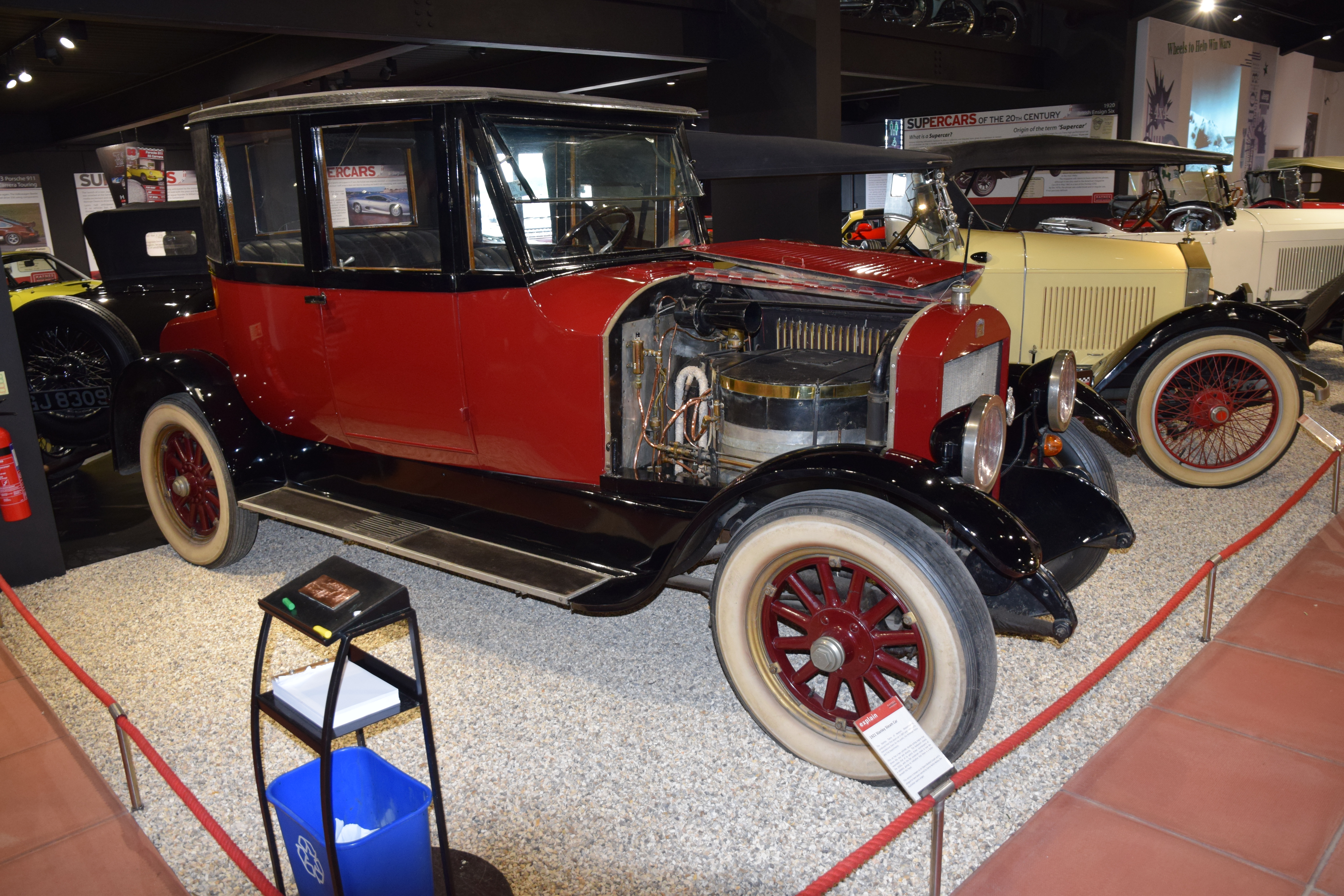
Stanley Steamer met open motorkap

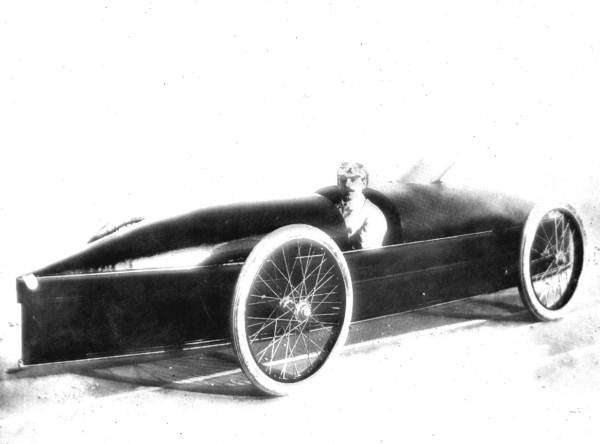
De Stanley Rocket

Stanley was een automerk uit de Verenigde Staten dat stoomauto's maakte in het begin van de 20e eeuw.

## Geschiedenis
In 1897 maakten de tweelingbroers Francis Edgar Stanley (1849-1918) en Freelan Oscar Stanley (1849-1940) hun eerste auto nadat ze hun fotozaak hadden verkocht aan Eastman Kodak. Later werden de rechten voor deze auto verkocht aan Locomobile. In 1902 werd de Stanley Motor Carriage Company opgericht en in 1903 brachten de broers de eerste auto onder hun eigen naam op de markt, de Stanley Steamer Model C Runabout.
In 1906 behaalde Fred Marriott een wereldsnelheidsrecord in de Stanley Rocket met een snelheid van 127,7 mph (205,5km/h).
De verkoop van de Stanley Steamers verliep ook goed. Door de simpelheid van de stoommotor was deze betrouwbaarder dan de verbrandingsmotoren uit die tijd. Nog een voordeel van de stoomauto was dat deze aanzienlijk minder geluid produceerde. De Stanley auto's verkochten vooral goed bij rijke mensen, omdat de prijs behoorlijk hoog lag. In 1917 verkochten de gebroeders Stanley het merk aan Prescott Warren, die doorging met de bouw van Stanleys totdat hij in 1927 moest ophouden omdat hij de concurrentie van de auto's met interne verbrandingsmotor niet meer aankon.

## Trivia
De gebroeders Stanley hielden niet van de consumentenmaatschappij en probeerden daarom auto's te bouwen die 'voor altijd' zouden kunnen blijven rijden, dit deden ze o.a. door veel aluminium te gebruiken in plaats van staal.